# Gmina Kolding
Gmina Kolding (duń. Kolding Kommune) – gmina w Danii w regionie Dania Południowa.
Gmina powstała 1 stycznia 2007 roku na mocy reformy administracyjnej z połączenia gmin Lunderskov, Vamdrup, poprzedniej gminy Kolding oraz części gmin Christiansfeld i Egtved.
Siedzibą władz gminy jest miasto Kolding.